# Frege-Preis
Der Frege-Preis wird von der Gesellschaft für Analytische Philosophie (GAP) alle drei Jahre für herausragende Leistungen der Analytischen Philosophie in Erinnerung an Gottlob Frege an einen deutschsprachigen Philosophen verliehen.

## Preisträger
- 2009: Wolfgang Künne
- 2012: Rüdiger Bittner
- 2015: Wolfgang Spohn
- 2018: Dieter Birnbacher
- 2022: Martine Nida-Rümelin
- 2025: Hannes Leitgeb